# Martha Ballard
Martha Moore Ballard (9. února 1735 Oxford – 9. července 1812 Augusta) byla americká porodní bába a léčitelka. Téměř tři desetiletí si psala deník, který poskytl hodnotný pohled do života žen na Divokém západě.

## Životopis
Narodila se v Oxfordu provincii Massachusetts Bay 9. února 1735 do rodiny Elijaha Moore a Dorothy Moore rozené Learned. O jejím dětství, vzdělání a životě předtím, než si v padesáti letech začala psát deník, se příliš neví. Je ale známo, že její rodina měla vazby k oboru lékařství, neboť její strýc Abijah Moore a švagr Stephen Barton byli lékaři. Její rodina je také spojena s Clarou Barton, zakladatelkou Amerického červeného kříže, která byla vnučkou sestry Marthy Ballard. Martha se v roce 1754 provdala za zeměměřiče Ephraima Ballarda. Manželům se v letech 1756–1779 narodilo devět dětí, ale tři z nich zemřely v důsledku epidemie záškrtu v Oxfordu, která vypukla v období mezi 17. červnem a 5. červencem 1769. Martha se v roce 1777 přestěhovala do Kennebec Valley v Maine, dva roky poté, co se tam přestěhoval její manžel kvůli práci. Zde si Martha až do vysokého věku vydělávala na živobytí jako porodní bába.
V letech 1803–1804 zažila se svou rodinou těžké časy, když byl její manžel uvězněn pro dluhy a její syn byl obviněn z podvodu. Dne 9. června 1812 byl v novinách American Advocate zveřejněn nekrolog Marthy Ballard, v němž se jednoduše uvádí: „Zemřela v Augustě paní Martha, choť pana Ephraima Ballarda, ve věku 77 let.”

## Porodnictví a léčitelství
Martha Ballard nikdy neměla formální lékařské vzdělání, ale zdá se, že její metody léčby místních neduhů, byly vyústěním jejích zkušeností ženy z kolonie. V mnoha ohledech byla bylinkářkou. Sbírala byliny, vyráběla čaje, masti, sirupy a výpary, aby mohla léčit cokoli od kašle po bolavé končetiny. Tento typ medicíny často praktikovaly ženy, protože jim nebylo dovoleno navštěvovat lékařské školy. Proto vznikly knihy jako The Compleat Housewife: OR, Accomplish'd Gentlewoman's Companion (v překladu: Kompletní hospodyně: Aneb společník dokonalé ženy), které byly průvodcem pro mnoho žen jejich každodenními zdravotními strastmi. Martha se o žádných takových knihách ve svém díle nezmiňuje, což naznačuje, že své lékařské znalosti musela získat na základě životních zkušeností, nikoliv vzdělání.
Během 27 let, kdy si psala deník, porodila 816 dětí a byla přítomna u více než 1000 porodů. Úmrtnost kojenců a matek, které navštívila, byla pro Spojené státy před rokem 1940 běžná. Martha patřila mezi komunitní lékaře – k porodům byli často voláni lékaři-muži, stejně jako Martha. Lékaři však mohli porodní báby přehlasovat, když si to přáli, navzdory zkušenostem a odborným znalostem porodní báby. Martha byla někdy zvána k pozorování pitev a do svého deníku zaznamenala 85 případů tzv. desekcí. Pořizovala také svědectví svobodných matek, která byla použita v žalobách o určení otcovství. Kromě svých lékařských a soudních povinností často vykonávala činnosti jako obchodování, tkaní a společenské návštěvy.

## Právní aspekt
Kromě pomoci při porodu a nemoci, byl čas, který strávila s pacienty, často využíván u místních soudů jako znalecký posudek. V roce 1789 působila jako svědkyně v procesu se soudcem Josephem Northem. V tomto případě Rebecca Foster, manželka místního faráře Issaca Fostera, tvrdila, že ji místní soudce Joseph North z Hallowellu brutálně „zneuctil”. Soudce Ballard jako svědkyni nejdříve nevěřil, vzhledem ke společenskému postavení obviněného, nakonec však v případu vystupovala jako svědek a poskytla zásadní důkazy a souvislosti k oprávněnosti obvinění. Nakonec byl však North zproštěn viny. Tento proces byl pro malé městečko jako byl Hallowell významnou událostí, a zrodil se z nechuti k panu Issacu Fosterovi, kvůli jeho neortodoxnímu stylu kázání a náboženské minulosti. V případě znásilnění Rebeccy Foster a obvinění soudce Northa se město k rodině obrátilo zády, což vedlo k jejich útěku z Hallowellu krátce po procesu. Události a nálady kolem procesu s paní Foster velmi úzce navazují na způsob, jakým se v té době přistupovalo k mnoha procesům se znásilněním. Pokud byly tyto případy žen nahlášeny, byly většinou ignorovány nebo se k nim přistupovalo s opovržením, a to do té míry, že se o případech sexuálního napadení hrály populární satirické hry. Jedna z nejvýznamnějších z nich, The Trial of Atticus, Before Justice Beau, For a Rape, byla publikována v roce 1771 v Bostonu a byla použita k zesměšnění Rebeccy Foster v době jejího procesu.
Martha Ballard se mimo jiné často vyjadřovala k případům otcovství v Hallowellu. Podle massachusettského zákona z roku 1668 byly porodní báby často žádány, aby vyvíjely nátlak na mladé svobodné matky, aby v porodních bolestech uvedly otce svého dítěte. Historička Ulrich uvádí, že „u třinácti z dvaceti” nemanželských porodů, kterých se Martha zúčastnila, „pořídila svědectví” o otci v souladu se zákony. Zdá se, že tyto záznamy nebyly pořizovány proto, aby se ženy styděly za mimomanželský sex, ale spíše proto, aby stát nemusel vyživovat děti s neznámým původem.

## Deník
Od svých padesáti let (1785), až do své smrti v roce 1812 si Martha Ballard vedla deník, v němž zaznamenávala svou práci a běžný život v Hallowellu v Maine.V deníku, psaném brkem a domácím inkoustem, jsou zaznamenány četné porody dětí a léčení nemocí, které podstoupila při cestách na koních nebo kánoích v pohraničí Massachusetts v nynějším státě Maine. Do deníku si psala denně 27 let , často při svíčkách, když šla její rodina spát.
Deník má více než 1400 stran, záznamy v něm začínají počasím a časem. Mnohé z jejích raných záznamů jsou krátké a útržkovité, ale pozdější záznamy jsou delší a podrobné. Její psaní ilustruje boje a tragédie ve vlastní rodině a místní zločiny a skandály. Jeden z nich obsahuje poznámku, že děti v Nové Anglii si mohly vybrat partnera z lásky, pokud obě patřily do stejné ekonomické třídy, což bylo na tehdejší dobu vzácné. Mnoho lidí zmíněných v deníku se neobjevuje v oficiálních záznamech, jako jsou sčítání lidu nebo listiny a pozůstalosti, a tak deník pomáhá nahlédnout do života obyčejných lidí, kteří by jinak zůstali zcela neznámí. Vzhledem k rozsahu deníku mohli vědci využít digitální nástroje, aby z něj vytěžili informace. Takové studie například odhalily, že vzhledem k tomu, že porody u nichž Martha asistovala, výrazně stoupaly mezi únorem a dubnem, z čehož vyplývá, že její sousedé nejčastěji souloužili mezi květnem a červencem.
Poslední porod, u kterého byla Martha přítomna, se odehrál 26. dubna 1812. V posledním deníkovém záznamu z roku 1812 se uvádí: „provedla modlitbu přizpůsobenou mému případu”. Po smrti Marthy Ballard vedla deník Dolly Lambard. Po Dollyině smrti v roce 1861 byl deník předán jejím dcerám Sarah Lambard a Hannah Lambard Walcott. Sarah a Hannah deník darovaly pravnučce Marthy Ballard, Mary Hobartové, která byla jednou z prvních amerických lékařek. Ta se v roce 1884, ve stejném roce, kdy deník obdržela, vyučila v newyorské nemocnici pro ženy a děti.
V roce 1930 Mary Hobart darovala deník Státní knihovně státu Maine v Augustě. Státní knihovna jí slíbila přepis deníku, ale slib nebyl nikdy splněn. Charles Elventon Nash zahrnul části deníku do navrhovaných dvousvazkových dějin Augusty, které byly téměř 60 let uchovávány v domě jeho potomka, než je on nabídl Státní knihovně státu Maine. Dokumenty převzala Edith Hary a v roce 1961 vydala knihu The History of Augusta: First Settlements and Early Days As A Town Including The Diary of Mrs. Martha Moore Ballard. V roce 1982 vznikla mikrofilmová kopie deníku a později byl deník vydán v tištěné i elektronické verzi.

## KnihaMidwife's Tale
Deníky Marthy Ballard nebyly po dlouhá léta považovány za vědecky zajímavé, protože byly obecně odmítnuty jako obyčejné a repetitivní. Jejich potenciálu si všimla historička Laurel Thatcher Ulrich, která si uvědomila vzácnost pohledu z první ruky na ženy rané Nové Anglie. Po osmiletém výzkumu vydala knihu A Midwife's Tale: The Life of Martha Ballard based on her diary, 1785–1812 (v překladu: Příběh porodní báby: Život Marthy Ballard založený na jejím deníku,1785–1812). Další dokumenty podporují historičtinu interpretaci strohých a opatrných deníkových záznamů, které se zabývají lékařskou praxí a výskytem násilí a kriminality. V „Příběhu porodní báby” Ulrich vyzdvihuje deset klíčových záznamů z deníku. Ulrich tyto záznamy zasazuje do historického kontextu a povyšuje zdánlivě obyčejný život ženy na klíčovou postavu Kennebecu. Kniha získala pozitivní kritické ohlasy a byla vyzdvihována za vzhled do života žen 18. století a jejich života v rané Nové Anglii. V roce 1991 byla kniha A Midwife's Tale oceněna Pulitzerovou cenou.